# Cake (film, 2005)
Cet article concerne le film de Nisha Ganatra. Pour le film de Daniel Barnz, voir Cake.
Pour les articles homonymes, voir Cake.
Pour plus de détails, voir Fiche technique et Distribution.
Cake ou Cake: La vie, c'est du gâteau au Québec est un film américain réalisé par Nisha Ganatra et sorti en 2005.

## Synopsis
Une aventurière et écrivain à l'esprit très ouvert succède à son père, directeur de publication d'un magazine conservateur vantant les mérites du mariage.

## Distribution
- Heather Graham (VQ : Lisette Dufour) : Pippa McGee
- David Sutcliffe (VQ : Antoine Durand) : Ian
- Taye Diggs (VQ : Marc-André Bélanger) : Hemingway Jones
- Sandra Oh (VQ : Valérie Gagné) : Lulu
- Keram Malicki-Sánchez (VQ : Joël Legendre) : Frank
- Cheryl Hines (VQ : Johanne Garneau) : Roxanne
- Bruce Gray (VQ : Jean-Marie Moncelet) : Malcolm McGee
- Sarah Chalke (VQ : Catherine Proulx-Lemay) : Jane
- Sabrina Grdevich (VQ : Isabelle Leyrolles) : Rachel
- Reagan Pasternak (VQ : Geneviève Désilets) : Sydney
- Amy Price-Francis : Sasha

Source et légende : Version québécoise (VQ) sur Doublage QC